# سیباستین توناکتی
سیباستین توناکتی (انگلیسی: Sebastian Tounekti؛ زادهٔ ۱۳ ژوئیهٔ ۲۰۰۲) بازیکن فوتبال اهل نروژ-تونس است.
از باشگاه‌هایی که در آن بازی کرده‌است می‌توان به باشگاه فوتبال خرونینگن و باشگاه فوتبال بوده/گلیمت اشاره کرد.
وی همچنین در تیم‌های ملی فوتبال زیر ۱۵ سال نروژ, زیر ۱۷ سال نروژ, زیر ۱۹ سال نروژ و تونس بازی کرده‌است.